# Anglo-Sovjetska invazija na Iran
Anglo-Sovjetska invazije na Iran bija je invazija britanskih i sovjetskih postrojbi na Iran. Trajala je od 25. kolovoza 1941 do 17. rujna 1941.  
Engleski naziv invazije je bio Operation Countenance a ruski Операция Согласие (hrvatski Operacija Soglasie). 
Cilj invazije je bilo osigurati iranska nalazišta nafte i uspostaviti opskrbu liniju za Sovjetski Savez, koji je tada bio napadnut od njemačkog Wehrmachta.
Iako je Iran službeno neutralna država, njegov vladar Reza-šah Pahlavi bio prijateljski raspoložen prema silama Osovine. Svrgnut je tijekom okupacije i zamijenjen svojim mladim sinom Mohammedom Rezom Pahlavijem.